# 張宴之
張宴之（519年前—6世紀），一名張晏之，字熙德，清河郡東武城縣（今河北省衡水市故城縣）人，北魏、東魏和北齊官員。
張宴之是平原伯張彝的孫子、張始均的兒子，平陸伯張晧之的弟弟。他幼年喪父而有品德，得母親鄭氏教導，言行依足禮典；長大後跟隨爾朱榮平定元顥，賜爵武成子，遷任尚書二千石郎中。高岳出征潁川，張宴之出任都督中兵參軍兼記室；他懂得文書也有武才，經常和高岳籌劃，又在戰事中親自作戰，獲得敵人首級，深得高岳讚賞。天保初年，齊文宣帝為高陽康穆王高湜納娶張宴之的女兒為王妃，令他到晉陽成禮。在後園宴會期間，客人都賦詩，他說：「天下有道，主明臣直，雖休勿休，永貽世則。」齊文宣帝笑說：「得卿家箴刺諷諫，我深感安慰。」其後張宴之代理北徐州刺史，不久正式出任北徐州刺史，得到當地官吏和百姓的喜爱。御史崔子武督察各州郡，至北徐州卻沒有彈劾張宴之的案件，只得到百姓所作的《清德頌》數篇，崔子武感嘆的說：「本來是查罪狀，卻得到讚頌之聲。」轉任兗州刺史，但未就任就去世了，贈齊州刺史、太常卿，有子張虔威、張虔雄。

## 引用
1. 1 2  《北齊書·卷三五·補列傳第二七》：張宴之，字熙德。幼孤有至性，為母鄭氏教誨，動依禮典。從爾朱榮平元顥，賜爵武成子，累遷尚書二千石郎中。
2. 1 2 3  《北史·卷四十三·列傳第三十一》：張彝，字慶賓，清河東武城人也。曾祖幸，慕容超東牟太守。歸魏，賜爵平陸侯，位青州刺史。祖准之襲，又為東青州刺史。父靈真，早卒。……神龜二年二月，羽林武賁將幾千人，相率至尚書省詬罵，求其長子尚書郎始均不獲，以瓦石擊打公門。……子晧之，襲祖爵。……晧之弟晏之。晏之字熙德幼孤，有至性，為母鄭氏教誨，動依禮典。從爾朱榮平元顥，賜爵武城子。累遷尚書二千石郎中。
3. ↑  《北齊書·卷三五·補列傳第二七》：高岳征潁川，復以為都督中兵參軍兼記室。宴之文士，兼有武幹，每與岳帷帳之謀，又常以短兵接刃，親獲首級，深為岳所嗟賞。天保初，文宣為高陽王納宴之女為妃，令赴晉陽成禮。
4. ↑  《北史·卷四十三·列傳第三十一》：晏之文士，兼有武幹。每與嶽帷帳之謀，又嘗以短兵接刃，親獲首級，深為嶽所嗟賞。齊天保初，文宣為高陽王納晏之女為妃，令赴晉陽成禮。
5. ↑  《北齊書·卷三五·補列傳第二七》：宴之後園陪宴，坐客皆賦詩。宴之詩云：「天下有道，主明臣直，雖休勿休，永貽世則。」文宣笑曰：「得卿箴諷，深以慰懷。」後行北徐州事，尋卽真，為吏人所愛。御史崔子武督察州郡，至北徐州，無所案劾，唯得百姓所制《清德頌》數篇。乃歎曰：「本求罪狀，遂聞頌聲。」遷兗州刺史，未拜，卒。贈齊州刺史。
6. ↑  《北史·卷四十三·列傳第三十一》：晏之後園陪宴，坐客皆賦詩。晏之詩云：「天下有道，主明臣直；雖休勿休，永貽世則。」文宣笑曰：「得卿箴諷，深以慰懷。」後行北徐州事，尋即真，為吏人所愛。御史崔子武督察州郡，至北徐，無所案劾，唯得百姓制《清德頌》數篇，乃歎曰：「本求罪狀，遂聞頌聲。」遷兗州刺史，未拜，卒。贈齊州刺史、太常卿。子乾威。

## 延伸阅读
[在维基数据编辑]
 《北齊書/卷35》，出自李百药《北齊書》